# Currimundria delicata
Currimundria delicata är en insektsart som beskrevs av Rentz, D.C.F., Y. Su och Norihiro Ueshima 2008. Currimundria delicata ingår i släktet Currimundria och familjen vårtbitare. Inga underarter finns listade i Catalogue of Life.